# Kaushalya Dissanayake
Hemani Kaushalya Dissanayake (* um 1965) ist eine sri-lankische Badmintonspielerin. 

## Karriere
Kaushalya Dissanayake gewann 1985 ihren ersten nationalen Titel in Sri Lanka, gefolgt von 21 weiteren Titeln bis 1961. Sie war insgesamt sechsmal im Mixed, siebenmal im Einzel und neunmal im Doppel erfolgreich.

## Sportliche Erfolge
| Saison | Veranstaltung               | Disziplin   | Platz | Name                                         |
| ------ | --------------------------- | ----------- | ----- | -------------------------------------------- |
| 1985   | Sri-lankische Meisterschaft | Damendoppel | 1     | Samanthi Rodrigo / Kaushalya Dissanayake     |
| 1988   | Sri-lankische Meisterschaft | Damendoppel | 1     | Sriyani Deepika / Kaushalya Dissanayake      |
| 1989   | Sri-lankische Meisterschaft | Damendoppel | 1     | Sriyani Deepika / Kaushalya Dissanayake      |
| 1989   | Weltmeisterschaft           | Damendoppel | 33    | Sriyani Deepika / Kaushalya Dissanayake      |
| 1989   | Sri-lankische Meisterschaft | Dameneinzel | 1     | Kaushalya Dissanayake                        |
| 1990   | Sri-lankische Meisterschaft | Dameneinzel | 1     | Kaushalya Dissanayake                        |
| 1990   | Sri-lankische Meisterschaft | Damendoppel | 1     | Sriyani Deepika / Kaushalya Dissanayake      |
| 1990   | Sri-lankische Meisterschaft | Mixed       | 1     | Niroshan Wijekoon / Kaushalya Dissanayake    |
| 1991   | Sri-lankische Meisterschaft | Mixed       | 1     | Niroshan Wijekoon / Kaushalya Dissanayake    |
| 1991   | Sri-lankische Meisterschaft | Damendoppel | 1     | Sriyani Deepika / Kaushalya Dissanayake      |
| 1992   | Sri-lankische Meisterschaft | Damendoppel | 1     | Yasintha Liyanage / Kaushalya Dissanayake    |
| 1992   | Sri-lankische Meisterschaft | Mixed       | 1     | Niroshan Wijekoon / Kaushalya Dissanayake    |
| 1992   | Sri-lankische Meisterschaft | Dameneinzel | 1     | Kaushalya Dissanayake                        |
| 1993   | Sri-lankische Meisterschaft | Damendoppel | 1     | Yasintha Liyanage / Kaushalya Dissanayake    |
| 1993   | Sri-lankische Meisterschaft | Dameneinzel | 1     | Kaushalya Dissanayake                        |
| 1994   | Sri-lankische Meisterschaft | Damendoppel | 1     | Yasintha Liyanage / Kaushalya Dissanayake    |
| 1994   | Sri-lankische Meisterschaft | Mixed       | 1     | Duminda Jayakody / Kaushalya Dissanayake     |
| 1994   | Sri-lankische Meisterschaft | Dameneinzel | 1     | Kaushalya Dissanayake                        |
| 1995   | Sri-lankische Meisterschaft | Mixed       | 1     | Duminda Jayakody / Kaushalya Dissanayake     |
| 1995   | Sri-lankische Meisterschaft | Dameneinzel | 1     | Kaushalya Dissanayake                        |
| 1996   | Sri-lankische Meisterschaft | Mixed       | 1     | Duminda Jayakody / Kaushalya Dissanayake     |
| 1996   | Sri-lankische Meisterschaft | Dameneinzel | 1     | Kaushalya Dissanayake                        |
| 1997   | Sri-lankische Meisterschaft | Damendoppel | 1     | Kaushalya Dissanayake / Sriyani Deepika      |
| 2003   | Sri Lanka International     | Mixed       | 1     | Thushara Edirisinghe / Kaushalya Dissanayake |